# Añana
Añana es un municipio español perteneciente a la comarca de Cuadrilla de Añana, en la provincia de Álava, comunidad autónoma del País Vasco.
El municipio está compuesto por dos pueblos, Atiega y Salinas de Añana (oficialmente también en euskera Gesaltza Añana), que es su capital y principal núcleo de población, situado a 31 km al oeste de Vitoria. Atiega forma un concejo regido por una junta administrativa y dotado de cierta autonomía interna, mientras que Salinas de Añana es administrado directamente por el municipio. Salinas de Añana es famoso por su explotación de sal, hoy en proceso de restauración.
Hasta 1997 el municipio se llamaba también Salinas de Añana.

## Toponimia

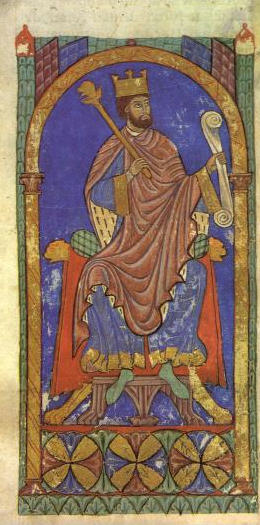
Miniatura que representa al rey Alfonso VII de León. Tumbo A de la catedral de Santiago de Compostela

Según la hipótesis desarrollada por Julio Caro Baroja los topónimos vasco-navarros con desinencia -ana designan antiguas villas romanas de carácter urbano. Según dicha hipótesis el patrón de denominación de las villas estaría formado por el nombre propio de su propietario original seguido del sufijo -anus que denota posesión, declinado en este caso como acusativo femenino -ana. Añana es uno de los topónimos citados por Caro Baroja como parte de este grupo. En este caso particular Baroja propuso que se escondía un nombre latino muy conocido, Annius (Annio), habiendo sido el topónimo original por tanto Anniana.
Esta población aparece mencionada por escrito por primera vez en un documento de 978 bajo la denominación de Annana y poco después, en 984, como Agnana. Ya en aquella época parece estar asentada la explotación de las salinas de la localidad, lo que le dará finalmente el apelativo de Salinas de Añana. Aunque en el censo de 1842 el municipio aparece como Añana a secas, desde el siguiente censo de 1857 hasta 1997 el municipio se denominó oficialmente Salinas de Añana. Ese año se recuperó la denominación de Añana, pero solo para el municipio (que incluye también la población de Atiega), ya que el principal núcleo de población se sigue denominando Salinas de Añana (Gesaltza Añana en lengua vasca, nombre actualmente cooficial).

## Geografía

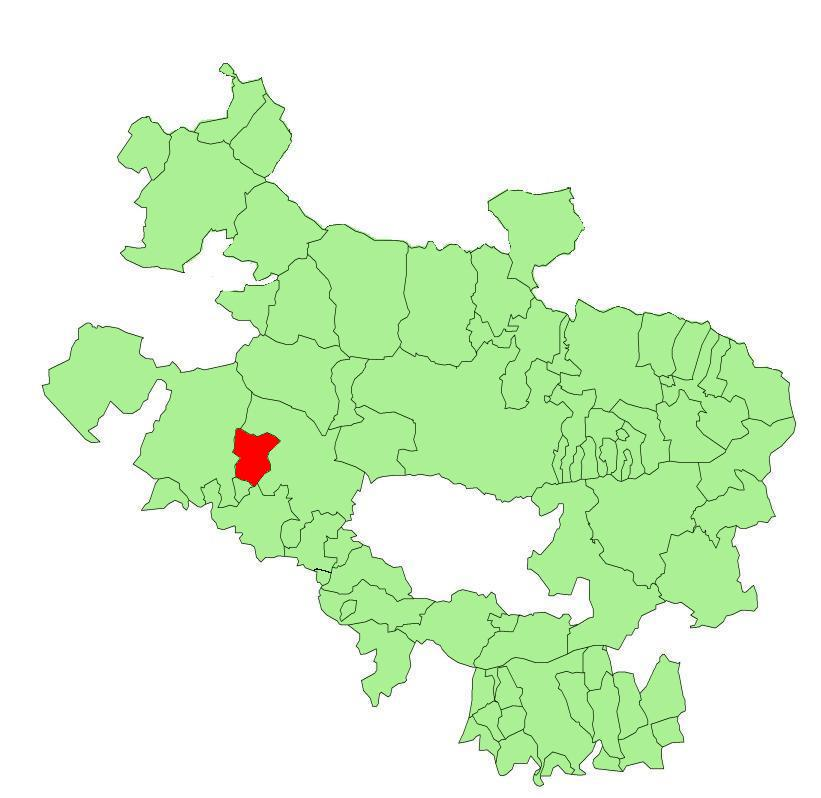
Extensión del municipio en la provincia de Álava

Limita al norte con los términos de Ribera Alta y Valdegovía, al sur con Salcedo (Lantarón) y un enclave en tierras de Ribera Alta, al este con Ribera Alta y al oeste con Valdegovía. Riega su término por el sur el arroyo Omecillo, afluente del río homónimo, que tributa a su vez en el Ebro. Sus alturas oscilan entre los 1.009 (Canto Blanco) y los 576 m. La capital, villa de Salinas de Añana, se encuentra en la zona centro-sur del término, en la orilla derecha del arroyo Omecillo, a los 0°42′ y 42°48′5″.
|                   | Norte: Ribera Alta Valdegovía |                   |
| Oeste: Valdegovía |                               | Este: Ribera Alta |
|                   | Sur: Salcedo Lantarón         |                   |

## Historia
El señorío de Salinas de Añana, población a la que Alfonso VII de León había concedido su primer fuero en 1140, fue conocido en siglos pasados como el Infantado de Salinas, ya que había formado parte del patrimonio o «apanage» de algunas infantas u otras damas de la realeza, como en el caso de la reina Leonor de Castilla, hija de Fernando IV y hermana del rey Alfonso XI.
Y el 12 de abril de 1375 el señorío de Salinas de Añana fue cedido por el rey Enrique II de Castilla, por juro de heredad para ella y sus herederos, a Leonor Enríquez de Castilla, que era hija de su hermano Fadrique Alfonso de Castilla, maestre de la Orden de Santiago, y nieta del rey Alfonso XI, aunque otros autores afirmaron erróneamente que el señorío se les concedió a Leonor y a su esposo, Diego Gómez Sarmiento, en 1377 o en abril de 1370, y para justificar esta última fecha adujeron que el propio Enrique II, cuando se dirigía a Bayona en 1373, se detuvo en Salinas de Añana y fue el padrino de bautismo de García Fernández Sarmiento, que nació en 1373 y fue el hijo primogénito de Leonor y de Diego.
Y a Leonor Enríquez le fue entregado el señorío de Salinas junto con todos sus habitantes, términos, aldeas, la jurisdicción civil y criminal, el mero y mixto imperio y los derechos, rentas o pechos propios de la Corona en aquel lugar, entre los que figuraban los tributos del yantar, escribanía, martiniegas, portazgos, infurciones y la cabeza de pecho de los judíos, por lo que su cesión a esa dama, como señaló Urcelay Gaona, no difiere de aquellas que el rey Enrique II, que era tío de Leonor, y sus sucesores, concedieron en esa época a algunos nobles. Pero conviene señalar que la Corona se reservó el derecho a disponer de las rentas derivadas de las salinas y también las procedentes de las alcabalas, monedas, tercias y servicios que se recaudaran entre los habitantes del señorío.
Y conviene señalar que en uno de los fragmentos del privilegio en el que se consignó la donación del señorío de Salinas de Añana a Leonor Enríquez, y que fue citado por Urcelay Gaona, se menciona que junto con el señorío de Salinas el rey le concedió por juro de heredad a ella y a sus herederos 20 000 maravedís procedentes de las rentas de las Salinas de Añana:

Nos el rey, por facer bien y merced a vos doña Leonor, nuestra sobrina, fija del Maestre don Fadrique, nuestro hermano que Dios perdone, por vos heredar en los nuestros regnos, damos vos en donacion pura perpetua non revocable por juro de heredad, para siempre jamás, para vos y para vuestros herederos la nuestra villa de Salinas de Añana...por facer más bien y más merced a vos la dicha doña Leonor, damos vos que ayades de cada año para siempre jamás por juro de heredad para vos y para vuestros herederos 20.000 maravedis en el arca de la sal de la dicha villa.

## Demografía
Añana cuenta con una población de 142 habitantes (INE 2024).
| Gráfica de evolución demográfica de Añana entre 1842 y 2021 |
| |
| Población de derecho según los censos de población del INE Población de hecho según los censos de población del INEEn estos censos se denominaba Salinas de Añana: 1857, 1860, 1877, 1887, 1897, 1900, 1910, 1920, 1930, 1940, 1950, 1960, 1970, 1981 y 1991 |

## Administración y política

### Gobierno municipal
| Partido político                                              | 2015  | 2015       | 2011  | 2011       | 2007  | 2007       | 2003        | 2003        | 1999  | 1999       | 1995  | 1995       |
| Partido político                                              | %     | Concejales | %     | Concejales | %     | Concejales | %           | Concejales  | %     | Concejales | %     | Concejales |
| Euzko Alderdi Jeltzalea-Partido Nacionalista Vasco (EAJ-PNV)  | 57,14 | 4          | 68,52 | 4          | 31,43 | 2          | 45,33       | 2           | 54,43 | 4          | 30,00 | 2          |
| Añana Aurrera! (AA)                                           | 38,39 | 1          | —     | —          | —     | —          | —           | —           | —     | —          | —     | —          |
| Partido Popular del País Vasco (PP)                           | 0,89  | 0          | —     | —          | —     | —          | —           | —           | 1,27  | 0          | 0,59  | 0          |
| Partido Socialista de Euskadi-Euskadiko Ezkerra (PSE-EE PSOE) | 0,00  | 0          | 5,56  | 0          | 14,29 | 0          | 0,67        | 0           | —     | —          | —     | —          |
| Eduardo Loma Vadillo                                          | —     | —          | 25,93 | 1          | —     | —          | 17,33       | 0           | —     | —          | —     | —          |
| Euskal Herria Bildu (EH Bildu)-Bildu                          | —     | —          | 19,44 | 0          | —     | —          | —           | —           | —     | —          | —     | —          |
| Agrupación Electores de Salinas (AES)                         | —     | —          | —     | —          | 38,57 | 2          | 40,67       | 3           | 24,05 | 1          | —     | —          |
| Eusko Abertzale Ekintza-Acción Nacionalista Vasca (EAE-ANV)   | —     | —          | —     | —          | 37,14 | 1          | —           | —           | —     | —          | —     | —          |
| Unidad Alavesa (UA)                                           | —     | —          | —     | —          | —     | —          | 1,33        | 0           | 1,09  | 0          | 14,12 | 0          |
| Euskal Herritarrok (EH)-Herri Batasuna (HB)                   | —     | —          | —     | —          | —     | —          | Ilegalizado | Ilegalizado | 15,19 | 0          | —     | —          |
| Candidatura Añana Kandidatura (CAK)                           | —     | —          | —     | —          | —     | —          | —           | —           | —     | —          | 50,59 | 3          |

#### Evolución de la deuda viva municipal
El concepto de deuda viva contempla sólo las deudas con cajas y bancos relativas a créditos financieros, valores de renta fija y préstamos o créditos transferidos a terceros, excluyéndose, por tanto, la deuda comercial. La deuda viva municipal por habitante en 2014 ascendía a 896,97 €.
| Gráfica de evolución de la deuda viva del Ayuntamiento entre 2008 y 2023                        |
|                                                                                                 |
| Deuda viva del Ayuntamiento de Añana, en miles de euros, según datos del Ministerio de Hacienda |

### Organización territorial
Desglose de población según el Padrón Continuo por Unidad Poblacional del INE. Atiega forma un concejo, mientras que el núcleo principal de población y capital del municipio, Salinas de Añana, se encuentra administrado directamente por el municipio.

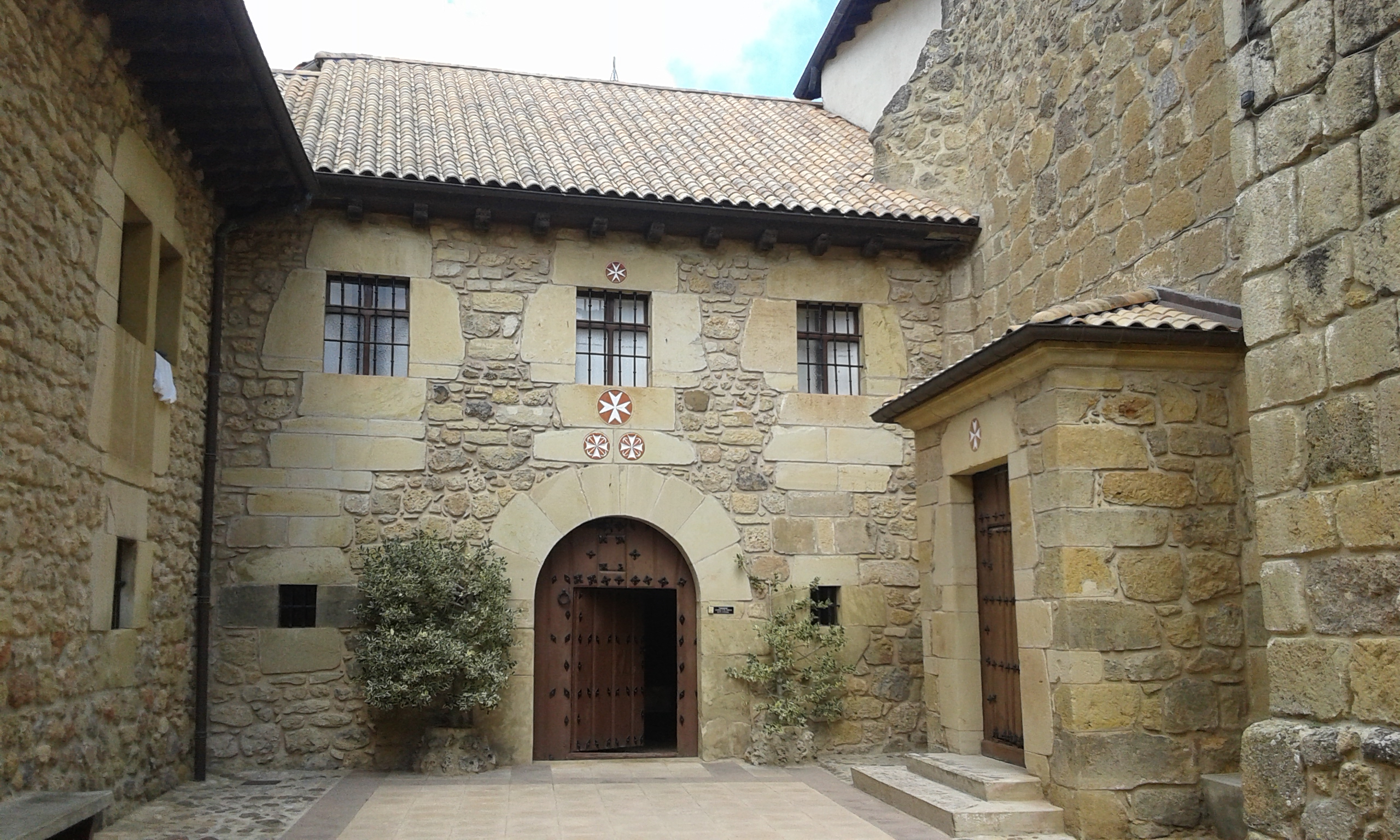
Entrada del convento de San Juan de Acre

| Concejo          | Nombre oficial                   | 2000 | 2005 | 2010 | 2015 | 2019 |
| ---------------- | -------------------------------- | ---- | ---- | ---- | ---- | ---- |
| Atiega           | Atiega/Atiaga                    | 15   | 10   | 15   | 16   | 12   |
| Salinas de Añana | Salinas de Añana/ Gesaltza Añana | 175  | 175  | 160  | 141  | 144  |
| Total            | Total                            | 190  | 185  | 175  | 157  | 156  |

## Patrimonio

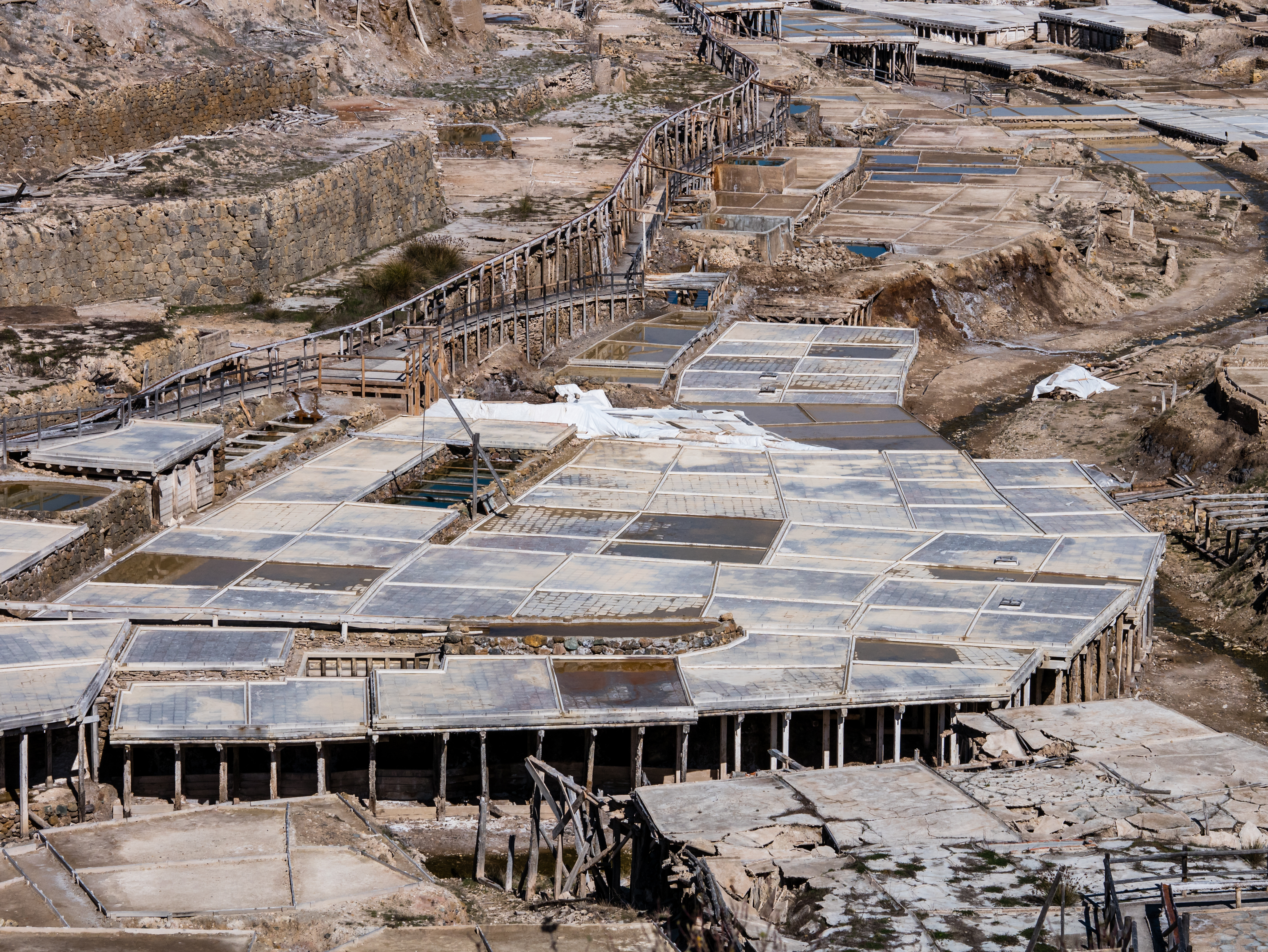
Salinas de Añana

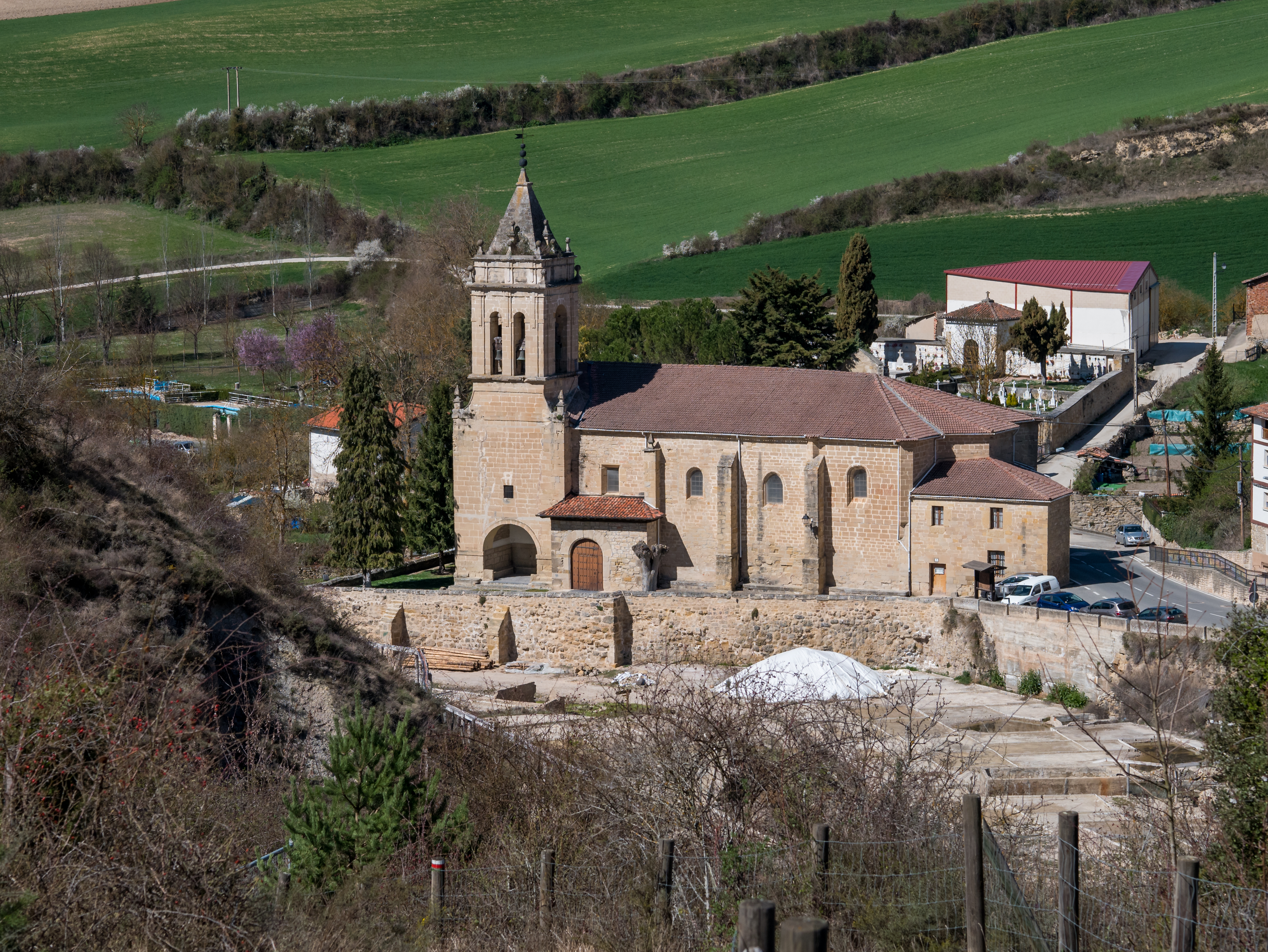
Iglesia de Santa María de Villacones

Las Salinas de Añana (oficialmente también en euskera: Gesaltza Añana) es el principal núcleo de población y capital del municipio de Añana.
Salinas de Añana posee manantiales de agua salada que forman el río Muera, debidos a que los cursos subterráneos de agua atraviesan sedimentos de sal antes de salir a la superficie y cuya explotación está documentada desde el año 822. Las salinas del Valle salado junto con las de Poza de la Sal han sido las más importantes de toda la península ibérica.
En la Edad Media las Salinas de Añana florecieron con el mercadeo de la sal, siendo fundada la población en 1126 por Alfonso I y constituyéndose en la villa más antigua de Álava por los fueros otorgados en 1140 por Alfonso VI de León.
Las salinas están abandonadas desde mediados del siglo XX y sus maderas se degradaron rápidamente. Sin embargo recientemente se declararon Monumento histórico y ahora están en proceso de restauración debido a su valor etnográfico y turístico. En 2018 fue declarada patrimonio agrícola mundial por la FAO.
Otros monumentos destacables de la localidad son el convento de Comendadoras de San Juan de Acre de origen templario, la iglesia de Santa María de Villacones (siglos XIII al XV), la medieval Casa Palaciega de los Ozpinas y el barroco Palacio de los Herrán (siglo XVII).